# Chen Qian
Chen Qian (em chinês:  陈倩, Chén Qiàn; Suzhou, 14 de janeiro de 1987) é uma pentatleta chinesa. 

## Carreira
Chen representou seu país nos Jogos Olímpicos de Verão de 2016, terminando na originalmente na quarta colocação, mas posteriormente desclassificada por uso da substância proibida hidroclorotiazida, considerada dopante.